# Vestalis apicalis
Vestalis apicalis là loài chuồn chuồn trong họ Calopterygidae. Loài này được Selys mô tả khoa học đầu tiên năm 1873.

## Hình ảnh

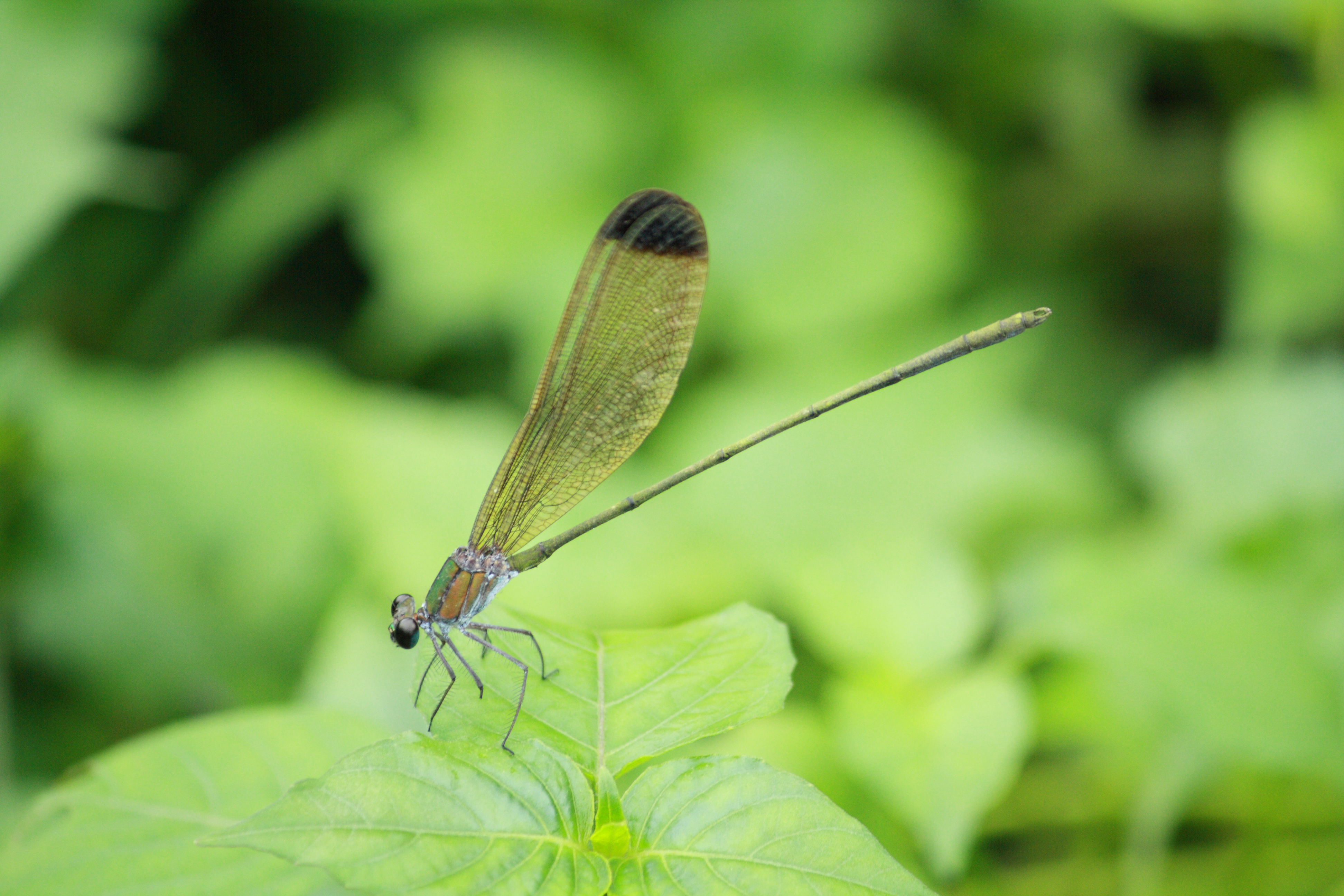
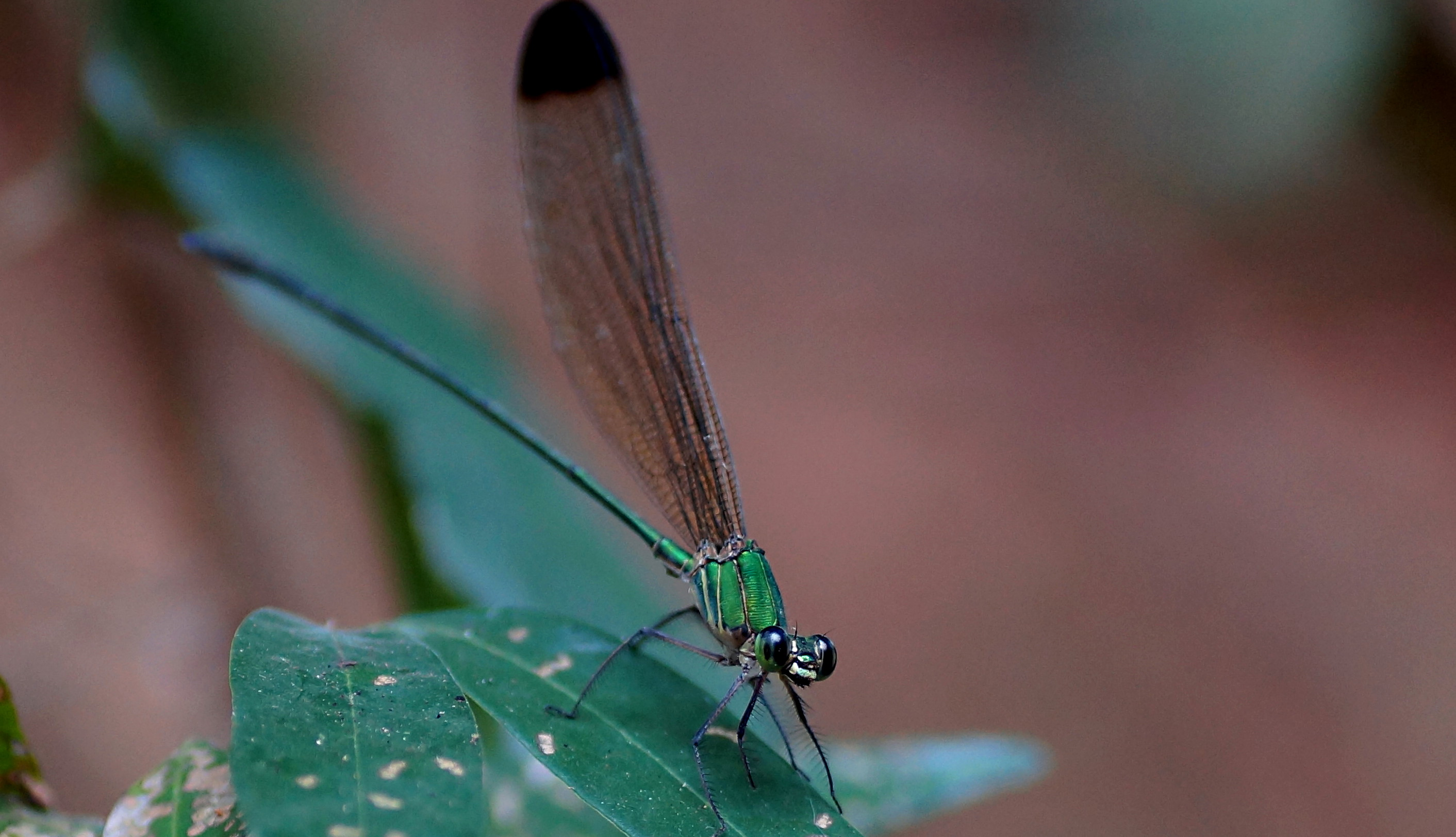
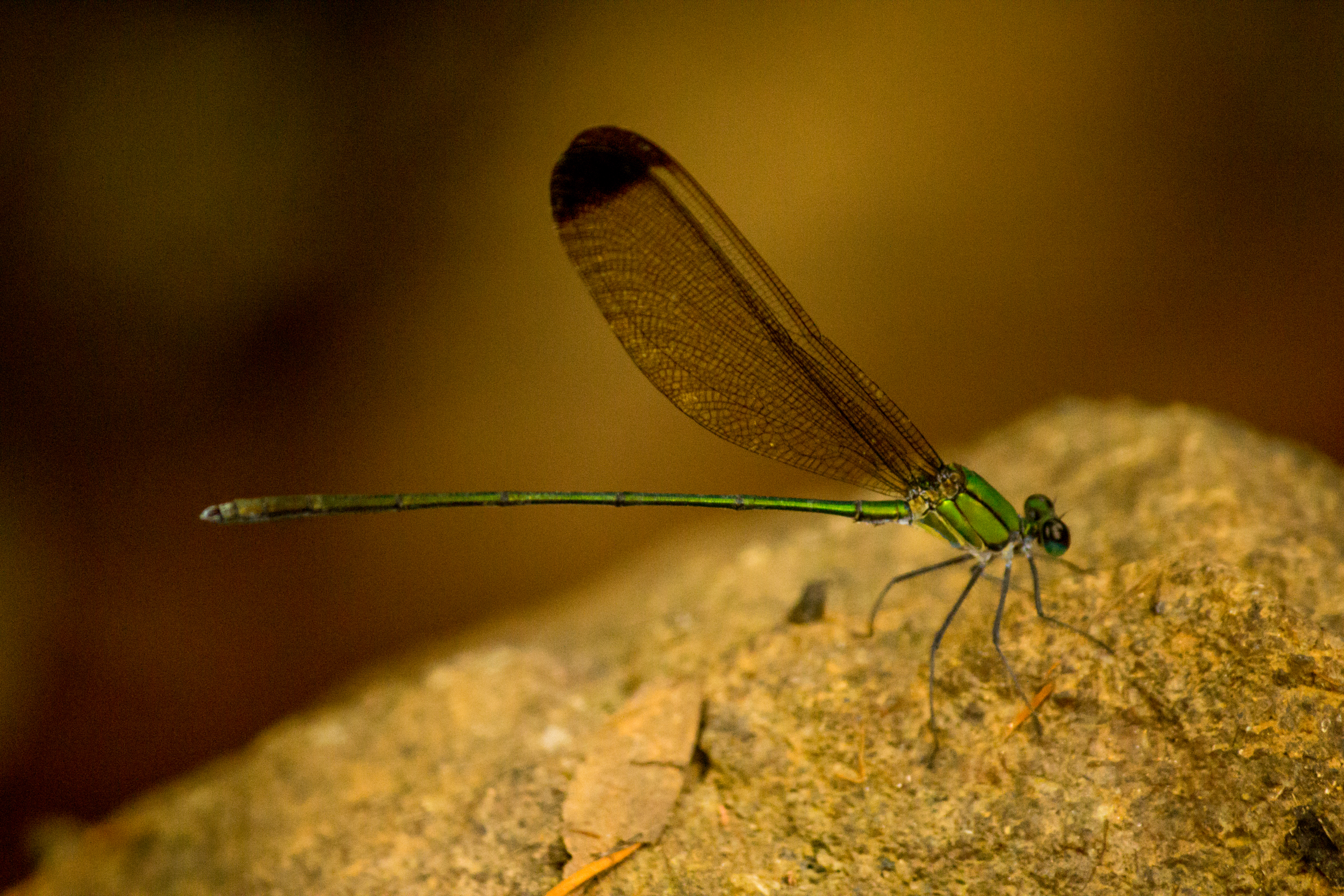
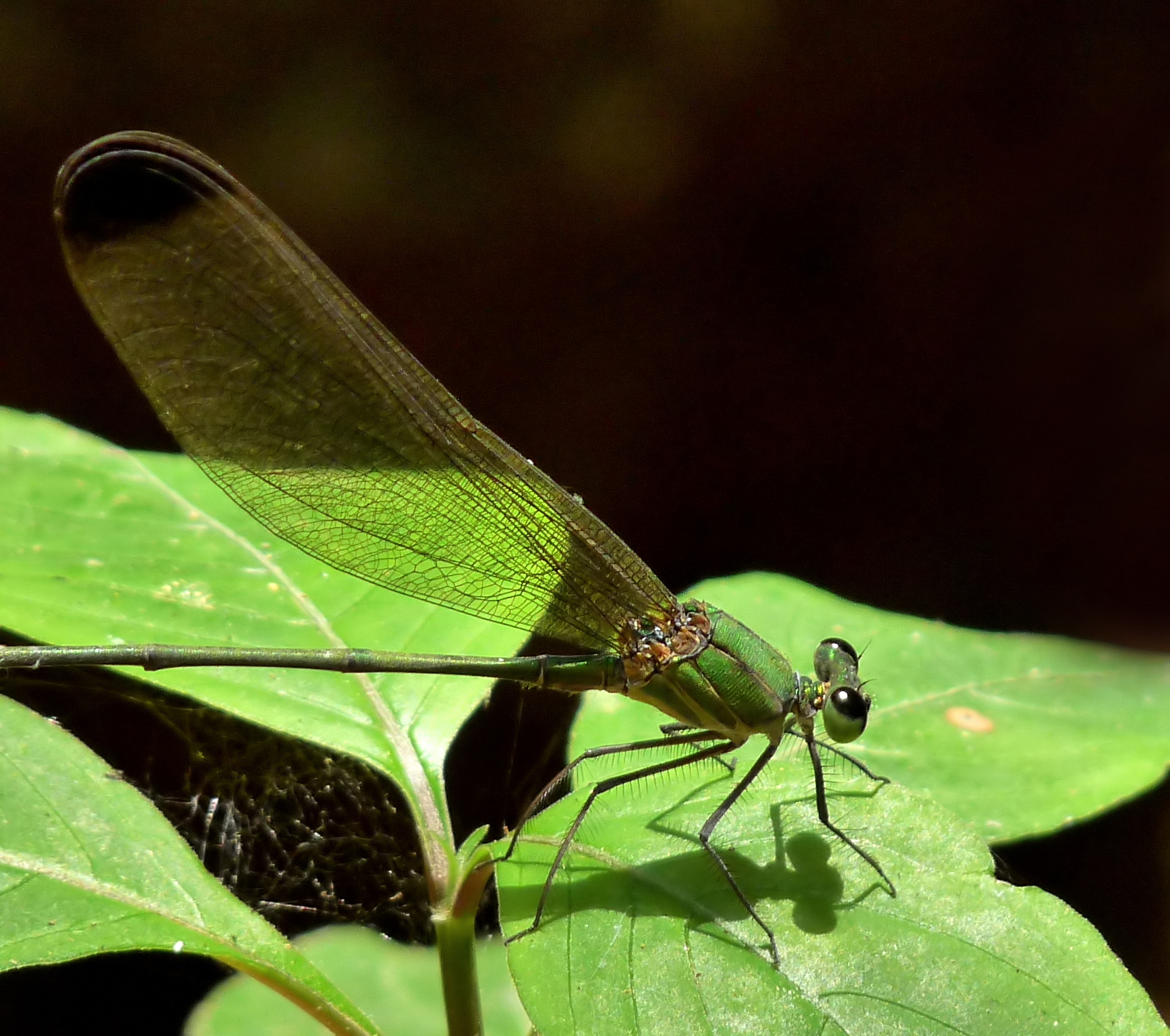